# Івама-рю
Івама-рю (яп. 岩間流, івама-рю, «стиль Івама», «школа Івама»;яп. 岩間スタイル, івама сутайру, «стиль Івама») — неофіційна айкідо організація, що складалась з групи студентів Сайто Моріхіро. Вони в своїх тренуваннях притримувались стиля Івама айкідо. Терміни Івама-рю та стиль Івама айкідо часто помилково вважають тотожними. На справді Івама-рю зводиться тільки до айкідок що, отримали чорні пояси від Сайто сенсея. У наш час[коли?] не існує.
Більшість практикуючих стиль Івама ніколи не входили в межі Івама-рю. Розповсюдження напрямку Івама-рю більше стосується деяких (наприклад скандинавських) країн, де майже все айкідо стилю Івама відносилось до Івама-рю. Існування такої організації було відображене в організації айкідо деяких країн, наприклад Швеції, де існувало три комітети айкідо — Івама-рю, Кі айкідо та Айкікай. Не дивлячить на це Івама-рю ніколи не об'являлась, як незалежна від Айкікай організація. Таким чином Івама-рю поєднувалась фактом видачі Сайто Моріхіро данів Івама-рю, а не данів Айкікай хомбу. Існувала також система данів в техніках зі зброєю в рамках Івама-рю. Найбільший дан Івама-рю — 7 дан. Його отримали Ульф Еванс і Паоло Каролліні, вони також отримали звання наставників Івама рю з правом видавати дани Ивама рю. Шості дани мали: Тоні Саргеант, Даніель Тоутаін, Деві Александр і Вольфганг Баумгартнер.
Поява Івама-рю частково пов'язана з ім'ям Томіта Такеджі, що був представником айкідо у Швеції. Після того, як Томіта припинив відносини зі своїм викладачем Сайто Моріхіро, частина студентів залишилась з ним, а частина скандинавських студентів, що бажала слідувати за Сайто сенсеєм сформували Івама-рю. Після смерті Сайто в 2002 році, деякі Івама-рю клуби приєдналися до школи Івама Сінсін Айкі Сюренкай, сформованої сином Сайто — Сайто Хітохіро. В той час, як інші, а серед них Ульф Еванс і Паоло Каролліні, а також їх студенти возз'єднались з Айкікай.